# Representant especial de la Unió Europea
Els Representants especials de la Unió Europea són els enviats diplomàtics de la Unió Europea que el  Consell nomena, amb caràcter excepcional i proposta de l'Alt Representant per a Afers Exteriors, per a l'exercici de missions especials i proveïts d'un mandat polític concret. Encara que la seva demarcació acostuma a correspondre's amb regions determinades, el cert és que no es tracta d'un requisit necessari. En correspondència amb el Tractat de la Unió, les Representacions especials s'integren a l'estructura del Servei Europeu d'Acció Exterior i es troben sota l'autoritat directa de l'Alt representant.
Encara que la perspectiva de l'entrada en funcionament del Servei Exterior ha obligat a replantejar l'estructura d'aquestes Representacions especials, encara roman activa la configuració dissenyada sota el mandat de l'Alt representant anterior, Javier Solana. D'acord amb ella mateixa, existeixen deu Representants especials de la Unió, entre els quals destaquen, pel seu pes polític i la seva rellevància internacional, els enviats per al conflicte al Pròxim Orient, Bòsnia i Hercegovina, Kosovo i Afganistan. S'ha criticat de vegades la sobrerepresentació diplomàtica de caràcter especial a la regió dels Balcans.
D'acord amb aquesta, la Unió Europea disposa al seu servei dels següents representants especials: 
- Valentin Inzko, Representant especial de la Unió a Bòsnia i Hercegovina;
- Pierre Morrel, Representant especial de la Unió per a l'Àsia central;
- Torben Brylle, Representant especial de la Unió a el Sudan;
- Kálmán Mizsei, Representant especial de la Unió a Moldàvia;
- Erwan Fouéré, Representant especial de la Unió a Macedònia del Nord;
- Marc Otte, Representant especial de la Unió pel Pròxim Orient;
- Peter Semneby, Representant especial de la Unió per al Sud del Caucas;
- Ettore Francesco Sequi, Representant especial de la Unió per a l'Afganistan;
- Roeland van de Geer, Representant especial de la Unió a la Regió dels Grans Llacs;
- Pieter Feith, Representant especial de la Unió a Kosovo